# Wróbel pakistański
Wróbel pakistański (Passer pyrrhonotus) – gatunek małego ptaka z rodziny wróbli (Passeridae). Występuje wzdłuż doliny Indusu (oraz w dolnych partiach dolin jego głównych dopływów), głównie na terenie Pakistanu i częściowo północnych Indii, także w południowo-wschodnim Iranie. Monotypowy. Długość ciała 12,5–13 cm.
Status
IUCN uznaje wróbla pakistańskiego za gatunek najmniejszej troski (LC, Least Concern) nieprzerwanie od 1994 roku; wcześniej, od 1988 roku klasyfikowano go jako gatunek bliski zagrożenia (NT, Near Threatened). Liczebność populacji nie została oszacowana, w 1999 roku ptak ten opisywany był jako lokalnie pospolity. Trend liczebności populacji uznawany jest za stabilny.